# Todd Giebenhain
Todd Giebenhain (* 27. November 1974) ist ein US-amerikanischer Schauspieler.

## Leben
Todd Giebenhain ist der Sohn von Ronald und Kathryn Giebenhain. Er wuchs in Newberg auf und absolvierte 1992 die Newberg High School, wo er erste schauspielerische Tätigkeiten entwickelte und bei Schulaufführungen mitwirkte. Nach einer soliden Theaterausbildung ging er nach Los Angeles und begann seine Karriere im Jahr 1997 mit der Rolle des Reg in der Fernsehserie Maggie.
Weitere Bekanntheit erlangte Todd Giebenhain mit der Fernsehserie Malcolm mittendrin, wo er von 2000 bis 2002 die Rolle des Richie innehatte. Des Weiteren war er in Raising Hope, Providence, Dharma & Greg, Jericho – Der Anschlag, 4400 – Die Rückkehrer, Criminal Minds und Rizzoli & Isles zu sehen.
Auf der Kino-Leinwand hatte er sein Debüt in Galaxy Quest – Planlos durchs Weltall, gefolgt von kleineren Rollen in This Guy Is Falling, Slackers, Hang Time und The Arsonist. 2003 spielte Giebenhain im Film Liebe mit Risiko – Gigli neben Ben Affleck und Jennifer Lopez.
In den USA ist sein Gesicht aufgrund seiner Arbeit in der Kampagne für die Hemi Dodge Ram bekannt.
Todd Giebenhain wurde mit Mukoviszidose geboren, weshalb er sich in der Arbeit gegen chronische Krankheiten engagiert.

## Filmografie (Auswahl)
- 1997: ARK, the Adventures of Animal Rescue Kids (Fernsehserie, Folge 1x02)
- 1998: Maggie (Fernsehserie, 7 Folgen)
- 1999: Galaxy Quest – Planlos durchs Weltall (Galaxy Quest)
- 2000: Chicken Soup for the Soul (Fernsehserie, Folge 1x19)
- 2000: This Guy Is Falling
- 2000–2002: Malcolm mittendrin (Malcolm in the Middle, Fernsehserie, 6 Folgen)
- 2001: Going Greek
- 2001: Providence (Fernsehserie, Folge 4x09)
- 2002: The Ellen Show (Fernsehserie, Folge 1x16)
- 2002: Slackers
- 2002: Dharma & Greg (Fernsehserie, Folge 5x17)
- 2003: Hang Time
- 2003: Liebe mit Risiko – Gigli (Gigli)
- 2003, 2008: CSI: Vegas (CSI: Crime Scene Investigation, Fernsehserie, 2 Folgen)
- 2004: Fish Burglars
- 2004: The Arsonist
- 2006: Jericho – Der Anschlag (Jericho, Fernsehserie, Folge 1x02)
- 2007: Raines (Fernsehserie, Folge 1x03)
- 2007: 4400 – Die Rückkehrer (The 4400, Fernsehserie, 2 Folgen)
- 2007: Life (Fernsehserie, Folge 1x10)
- 2008: Moonlight (Fernsehserie, Folge 1x15)
- 2008: Pulse 2: Afterlife
- 2008: Dexter (Fernsehserie, Folge 3x02)
- 2008: Pulse 3
- 2008: 1 %
- 2009: My Name Is Earl (Fernsehserie, Folge 4x17)
- 2009: Weeds – Kleine Deals unter Nachbarn (Weeds, Fernsehserie, Folge 5x02)
- 2009: Criminal Minds (Fernsehserie, Folge 5x06)
- 2010: In Plain Sight – In der Schusslinie (In Plain Sight, Fernsehserie, Folge 3x02)
- 2010–2014: Raising Hope (Fernsehserie, 50 Folgen)
- 2011: Friends with Benefits (Fernsehserie, Folge 1x03)
- 2012: Wrong
- 2012: True Blood (Fernsehserie, 2 Folgen)
- 2012: Flush
- 2014: True Detective (Fernsehserie, Folge 1x04)
- 2014: Rizzoli & Isles (Fernsehserie, Folge 5x04)
- 2015: Stalker (Fernsehserie, Folge 1x13)
- 2019: The Big Bang Theory (Fernsehserie, Folge 12x22)
- 2022: Young Sheldon (Fernsehserie, Folge 6x05)
- 2025: Ich weiß, was du letzten Sommer getan hast (I Know What You Did Last Summer)